# Cees Tol (musicus)
Cornelis (Cees) Tol (Volendam, 9 december 1947 – 13 april 2018) was een Nederlands gitarist en tekstschrijver.
Tussen 1966 en 1988 was hij de gitarist van BZN. Daarna speelde hij met broer Thomas in het duo Tol & Tol. Hiermee scoorden zij in 1990 een nummer-1-hit in de Nationale Hitparade, genaamd Eleni.
Bij BZN schreef Cees samen met Jan Tuijp de teksten voor hits als Pearlydumm (1980), Just an illusion (1983) en Amore (1987). De muziek werd grotendeels gecomponeerd door broer Thomas. In 2002 werden Cees en Thomas de schrijvers van liedjes voor Jan Smit. Cees en Thomas maakten onder andere de hits Als de nacht verdwijnt dat in 1989 al opgenomen werd door Anny Schilder onder de titel Le soleil en Als de morgen is gekomen.
Tussen 1997 en 2013 speelde hij met onder anderen broer Thomas in de reünieband BZN '66.
Door een hersenbloeding moest hij stoppen met werken, in 2018 overleed hij op 70-jarige leeftijd.